# General Lauro G. Caloca
General Lauro G. Caloca är en ort i Mexiko.   Den ligger i kommunen Noria de Ángeles och delstaten Zacatecas, i den centrala delen av landet, 400 km nordväst om huvudstaden Mexico City. General Lauro G. Caloca ligger 2 042 meter över havet och antalet invånare är 1 121.
Terrängen runt General Lauro G. Caloca är platt åt sydost, men åt nordväst är den kuperad. Runt General Lauro G. Caloca är det ganska tätbefolkat, med 65 invånare per kvadratkilometer. Närmaste större samhälle är Loreto, 13,7 km sydost om General Lauro G. Caloca. Omgivningarna runt General Lauro G. Caloca är i huvudsak ett öppet busklandskap.